# Ksawera Deybel
Ksawera Deybel, Xawera Deybel, właśc. Anna Józefa Maria Mainard z domu Deybel (ur. 30 października 1818 w Wilnie, zm. 11 lutego 1900 w Nicei) – polska śpiewaczka, członkini Koła Sprawy Bożej i uczennica Fryderyka Chopina. Wieloletnia kochanka Adama Mickiewicza, któremu najprawdopodobniej urodziła co najmniej jedno dziecko.
Była córką Ksawerego Deybla i Albiny z domu Reszka. Państwo Deybel prowadzili w Wilnie słynną pensję dla dziewcząt, w której uczyło wielu filomatów, m.in. Tomasz Zan i Teodor Łoziński. Zgodnie z panującym zwyczajem po zakończeniu nauki Anna Deybel sama zaczęła kształcić młodszych uczniów, wśród których były córki Wawrzyńca i Maryli Puttkamerów.
W 1840 roku w Wilnie wystąpiła słynna śpiewaczka Sabina Heinefetter. Zachwyciła się mezzosopranem młodej Deyblówny i postanowiła wziąć ją pod swoje skrzydła. Wspólnie wystąpiły na koncercie w Moskwie w kwietniu 1841 roku, gdzie wykonały duet Normy i Adalgizy z opery Belliniego Norma. Tam też po raz pierwszy Anna przedstawiła się jako Anna Ksawera Deybel (od imienia ojca).
Na przełomie 1841 i 1842 roku Deybel przyjechała do Paryża, gdzie przez pewien czas uczęszczała na lekcje do Fryderyka Chopina. Zamieszkała u Adama i Celiny Mickiewiczów. Uczyła ich najstarszą córkę Marynię, a później także młodsze dzieci. Wspólnie z Mickiewiczami dołączyła do Koła Sprawy Bożej założonego przez przybyłego z Litwy Andrzeja Towiańskiego i jego żonę.
Niedługo później Mickiewicz i Ksawera nawiązali romans. Towiański potępił ten związek, zarządzając rozdzielenie kochanków. Przez krótki czas Deybel mieszkała u Seweryna Pilchowskiego, towiańczyka i powstańca listopadowego. Około 1847 roku urodziła córkę Klarę, której ojcem był prawdopodobnie Pilchowski. Niedługo później Ksawera z dzieckiem wróciła do Mickiewiczów, gdzie mieszkała przez kolejne lata mimo konfliktu z Celiną, i wznowiła romans z poetą. Około 1849 roku urodziła kolejną córkę, Andrée, której ojcostwo przypisuje się Mickiewiczowi.
5 marca 1855 roku w wyniku choroby nowotworowej zmarła Celina Mickiewiczowa. Niecałe dwa miesiące później, 28 kwietnia, Ksawera poślubiła Jeana-Isidore’a Edmonda Mainarda, komisarza policji i towiańczyka. Państwo Mainard mieli troje dzieci – Emmanuela, Joachima i Charlesa.
Po śmierci ojca Władysław Mickiewicz wraz z siostrą Marią postanowili zniszczyć wszystkie dokumenty i listy dotyczące Ksawery, aby jej romans z poetą odszedł w niepamięć. Dopiero Boy-Żeleński odkrył tę tajemnicę na nowo w wydanych w 1929 roku Brązownikach.